# Staatlich geprüfter Betriebswirt
Staatlich geprüfter Betriebswirt (Bachelor Professional in Wirtschaft) ist eine höhere kaufmännische Qualifikation. Der Abschluss wird durch einen zweijährigen Besuch in Vollzeit (optional drei bis vier Jahre Teilzeit) an Fachakademien oder Fachschulen für Wirtschaft nach mindestens 2400 Stunden Lehrumfang über eine staatliche Prüfung erworben. Die Prüfungsaufgaben werden an Fachschulen von den Lehrkräften erstellt und bedürfen der Genehmigung durch die zuständige staatliche Stelle, um einen Mindeststandard sicherzustellen. An den bayerischen Fachakademien hingegen werden die Prüfungen zentral über das bayerische Kultusministerium erstellt.

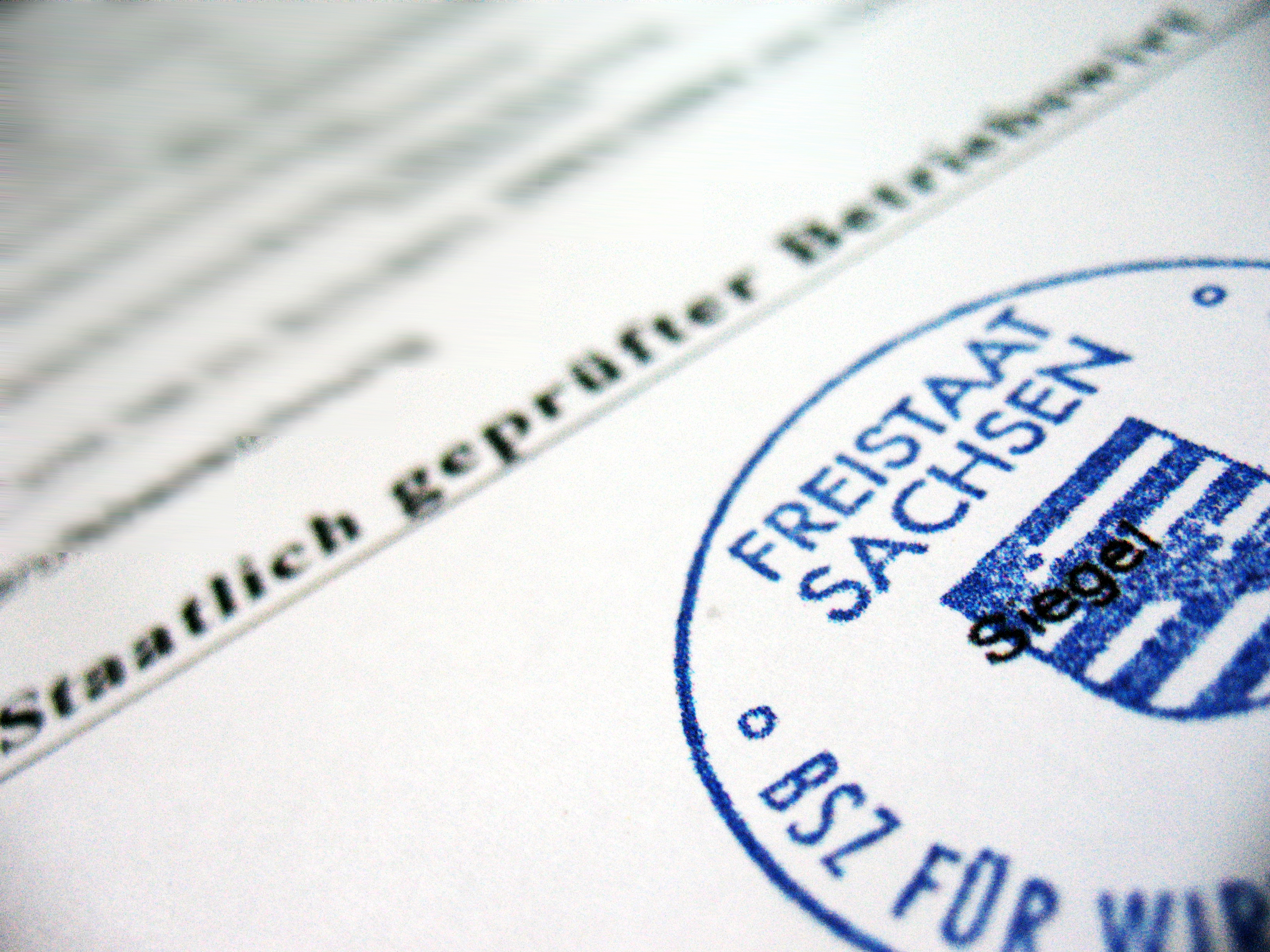
Abschlusszeugnis

## Ablauf
Die berufliche Weiterbildung gliedert sich in ein betriebswirtschaftliches Grundstudium und in ein Schwerpunktstudium. Im Schwerpunktstudium soll sich der Student fundiertes Spezialwissen in einem von ihm zu wählenden Schwerpunktfach, wie beispielsweise Marketing, Personalwesen, Finanzwirtschaft, Handelsmanagement, Logistik, Informatik oder Controlling, aneignen.
Zum Abschluss des Studiums wird eine Projektarbeit (auch Betriebswirtarbeit genannt) angefertigt. Sie besteht aus einer schriftlichen Arbeit, die durch eine Präsentation mit Kolloquium ergänzt wird. Mit dieser Betriebswirtarbeit sollen die Fachschüler zeigen, dass sie komplexe betriebliche Problemstellungen unter Einsatz der bisher erworbenen theoretischen Kenntnisse und ihrer berufspraktischen Erfahrungen analysieren, strukturieren und selbständig lösen können. Die Fachschüler sollen nachweisen, dass sie im Sinne von Schlüsselqualifikationen an wissenschaftliche Denk- und Arbeitsweisen herangeführt wurden sowie befähigt sind, fächerübergreifend zu denken, zu arbeiten und Arbeitsergebnisse angemessen zu präsentieren. Die Projektarbeit bezieht sich in der Regel auf eine konkrete betriebliche Fragestellung und ist fächerübergreifend angelegt. Sie soll sowohl einen betriebswirtschaftlichen als auch einen branchenbezogenen Schwerpunkt aufweisen. Thema und Bewertung der Projektarbeit werden auf dem Abschlusszeugnis aufgeführt.

## Zugangsvoraussetzungen
- kaufmännische Berufsausbildung
- Abschlusszeugnis der Berufsschule
- mindestens 12 Monate kaufmännische Berufserfahrung[6]
- Bei fehlender kaufmännischer Ausbildung kann eine Zulassung durch den Nachweis einer mindestens fünfjährigen einschlägigen beruflichen Tätigkeit erfolgen, sofern ein mittlerer Bildungsabschluss vorgelegt werden kann.[7]

Die Bestimmungen der einzelnen Bundesländer können von den oben angegebenen Regelungen abweichen. Sondergenehmigungen können außerdem erteilt werden.

## Dauer
- 1 Semester in Vollzeit mit Meisterqualifikation
- 4 Semester in Vollzeit
- 6–7 Semester in Teilzeit[8]
- 2400 Unterrichtsstunden

## Art der Abschlussprüfung
- staatliche Abschlussprüfung
- Fachschul-Examen: Mit Bestehen der Abschlussprüfung wird der Abschluss „Staatlich geprüfter Betriebswirt/in“ erworben.[9]

## Kosten
- Die Kosten sind sehr unterschiedlich und differieren je nach staatlichen oder privaten Trägern von einem kostenlosen Angebot[10] bis 6864,- EUR[11]

## Qualifikationsniveau
Seit 31. Januar 2012 ordnet der Deutsche Qualifikationsrahmen die Weiterbildung zum Staatlich geprüften Betriebswirt der EQR-Niveaustufe 6 zu. Dies bedeutet, dass er den Abschluss hinsichtlich seines Anspruchsniveaus gegenüber einem Bachelor-Abschluss als gleichwertig bewertet. Ein akademischer Abschluss ist jedoch weiterhin nur über ein Hochschulstudium möglich.
Im Laufbahnrecht der Bundesbeamten sind staatlich geprüfte Betriebswirte nicht mit einem Bachelorabschluss gleichwertig, da mit dem Abschluss erst die allgemeine Hochschulzugangsberechtigung erworben wird und eine Qualifizierung, die eine Hochschulzugangsberechtigung vermittelt, nicht gleichwertig mit einem Hochschulabschluss sein kann. Zudem müsste der gleichwertige Abschluss an einer Hochschule erworben werden und eine Mindestregelstudiendauer von drei Jahren haben. Insofern sind bei diesem Abschluss die gesetzlichen Voraussetzungen für eine Zulassung zu einer Laufbahn des gehobenen Dienstes nicht erfüllt.

## Weitere Bildungsmöglichkeiten nach Abschluss der Weiterbildung (Auswahl)
- Seit 2009 berechtigt die erfolgreich abgeschlossene staatliche Abschlussprüfung (Staatlich geprüfter Betriebswirt) in allen Bundesländern zum ordentlichen Studium an einer Fachhochschule oder Universität (allgemeiner Hochschulzugang), was jedoch bei manchen Universitäten mit einem Beratungsgespräch verbunden ist.

- Manche Hochschulen in Deutschland rechnen ca. 60 Credit-Points bei einem Bachelor-Studiengang der Betriebswirtschaftslehre an, was einem Drittel der insgesamt benötigten Credit-Points entspricht. Der Fachbereich Sozialökonomie der Fakultät Wirtschafts- und Sozialwissenschaften an der Universität Hamburg (ehemals Hamburger Universität für Wirtschaft und Politik) erkennt beim Studium zum Bachelor of Arts in Sozialökonomie vom Abschluss des Staatlich geprüften Betriebswirtes die Noten des Abschlusszeugnisses in einigen Fächern ohne Zusatzprüfung als Klausurnoten an, was ebenfalls etwa 60 Credit-Points entspricht. Die HFH Hamburger Fern-Hochschule bietet einen verkürzten Bachelor-Studiengang für Staatlich geprüfte Betriebswirte an und rechnet hier pauschal 66 Credit-Points an, bei Nachweis von beruflichen Erfahrungen können zusätzliche Credit-Points angerechnet werden.[14] Die PFH Private Hochschule Göttingen empfiehlt beim Studiengang zum BWL-Bachelor of Arts für den Abschluss als Staatlich geprüfter Betriebswirt den Einstieg in das 4. oder 5. Semester. Ähnliches gilt auch für andere Fernhochschulen in Deutschland.

- Bei längerer qualifizierter Berufspraxis erlauben einige Hochschulen in Deutschland (Euro-FH) den direkten Einstieg in ein Masterstudium ohne vorherigen Bachelor-Abschluss.[15] An manchen englischen Universitäten (beispielsweise Liverpool, Cumbria) können Staatlich geprüfte Betriebswirte in einem Jahr ein betriebswirtschaftliches Bachelor- und in einem weiteren Jahr ein Masterstudium abschließen, falls sie nicht direkt in ein Masterstudium (M.Sc.) einsteigen wollen.[15] An der britischen University of Lincoln ist der direkte Einstieg in ein Master-Studium möglich.[16]

## Beispiele möglicher Tätigkeiten
Als Freiberufler nach § 18 EStG: Beratender Betriebswirt lt. Bundesfinanzhof. Dies eröffnet dem Staatlich geprüften Betriebswirt eine beratende Tätigkeit auf freiberuflicher Basis.